# Kick Off
 Kick Off är en datorspelsserie formgivet av Dino Dini vars första utgåva släpptes av speltillverkaren Anco 1989. Spelet mottogs mycket väl av spelindustrin och vann många utmärkelser. Efter Kick Off har det gjorts flera efterföljare, bland annat Kick Off 2.

## Spelidé
I Kick Off i motsats till alla sina föregångare är inte bollen fast vid spelarens fötter vilket ställer höga krav på kontroll hos spelaren. Detta tillsammans med alla nya originaldetaljer, actionrepriser, spelare med olika egenskaper, olika taktiker, frisparkar, gula kort, röda kort, skador och olika domare med olika egenskaper, gjorde Kick Off och i synnerhet dess efterföljare, Kick Off 2 till ett av de mest framgångsrika fotbollsspelen någonsin.
Kick Off utvecklades först för Atari ST och portades sedan till Amiga.

## Medialt mottagande
- 97 % - "Bästa datorspelet någonsin" - Amiga User Int
- 96 % - "Så realistiskt, så roligt, och sååå beroendeframkallande" - ZZap! 64
- 96 % - "Ultimat fotbollssimulation" - The One Magazine
- 95 % - "Mästerligt material" - C & VG
- 94 % - "Bästa fotbollsspelet har dykt upp på varje maskin" - Amiga Format
- 93 % - "Överträffar alla andra fotbollsspel" - Amiga Action
- 92 % - "Briljant, Köp Köp Köp!" - ACE
- 92 % - "Sannolikt det bästa sportspelet någonsin" - The Games Machine
- 90 % - "Vilket spel! En pärla att spela. Magiskt" - ST Format
- 90 % - "Ingen annat fotbollsspel kan röra det" - Commodore User
- "Ingenting annat än lysande" - Personal Computer World (PCW)
- "Årets fotbollsspel" - New Comp Express
- "högsta betyg vi kan ge" - ST Action

### Utmärkelser
- INDIN Bästa 16 Bit Produkt 1989
- INDIN Bästa Programmerare 1989 (2:a plats, vinnare blev "Bullfrog" för "Populous")
- Tilldelades 1989 EMAP Images Golden Joystick Award Best 16 Bit produkt. (EMAP är ett av de större brittiska tidskriftsförlagen).

## Uppföljare

### Kick Off 2
År 1990 släpptes Kick Off 2 av Anco. Det blev ännu mer framgångsrikt än sin föregångare. Kick Off 2 har det tempo och den noggrannhet som gjorde Kick Off så lyckat vilket kombineras med fler funktioner och möjlighet att skruva bollen. Det anordnas fortfarande VM i Kick Off 2 för entusiaster.

### Player Manager
Player Manager är ett managerspel som släpptes av Anco 1990 med Kick Off motorn som bas.

### Super Kick-Off
Super Kick-Off som släpptes 1991 är en av uppföljningarna till Kick Off och Kick Off 2 men inte för Amiga utan för Game Boy, Sega och SNES. Liksom alla spel i Kick Off-serien limmades bollen inte till fotbollsspelaren fot. I Super-Kick Off fanns det en knapp för att stoppa spelare att hålla bollen, så icke-erfarna spelare kunde vända lättare (med en betydande förlust av hastighet).

### Kick Off 3
År 1992, släpptes Kick Off 3. Detta spel utvecklades inte av Dino Dini utan av Steve Screech och var i praktiken ett helt nytt spel. Spelet blev mer eller mindre en flop, fick dåliga recensioner och nådde aldrig någon popularitet. Dino Dini hade lämnat Anco och skrivit på för Virgin Games, där han utvecklade Goal som släpptes 1993 och av många sågs som det riktiga Kick Off 3. Goal fick i allmänhet goda recensioner, men inte samma varaktiga popularitet som Kick Off 2.

### Kick Off 96, 97 och 98
1996 släppte Anco Kick Off 96 till Amiga och PC men fick inte några bättre recensioner. Året därpå släpptes Kick Off 97 som inte var tillgängligt på Amiga. Spelet fick bättre recensioner än Kick Off 3 och 97 men blev ändå ingen succé. År 1998 släpptes Kick Off 1998 men spelet fick dåliga recensioner och fick Anco att lägga spelserien på is.

### Andra efterföljare
Under 2001 startade Steve Screech ett projekt kallat Ultimate Kick Off med hjälp av Kick Off Association. Spelet släpptes av Anco 2002 för PC med namnet Kick Off 2002. En uppföljare, Kick Off 2004 var planerad men släpptes aldrig.
År 2005 startade Steve Camber ett projekt som kallas Kick Off 2 competition version. En uppdaterad version av Kick Off 2 för att förbättra dess funktioner med hjälp av reverse engineering på det ursprungliga Amiga spelet.
Under 2016 var det Kick Off 2 omstart aviserade av Kick Off World,, internationella gruppen Kick Off fans  med hjälp från den ursprungliga författaren Steve Screech som ger tillstånd att använda alla hans original grafik från Kick Off 2 till Kick Off världen projektet gjort en gratis hyllning till Commodore Amiga ursprungliga spelet. AfterTouch fotboll kom ut publicerade av itch.io 2017 på Smartphones och datorer.

## Spel i serien
Kick Off-serien omfattar följande spel:
- Kick Off (1989)
- Kick Off Extra Time (1989)
- Franco Baresi World Cup Kick Off (1990)
- Player Manager (1990)
- Kick Off 2 VM 90 (1990)
- Kick Off 2 1MB (1990)
- Kick Off 2: Giants of Europe (data disk) (1990)
- Kick Off 2: The Final Whistle (expansion) (1991)
- Kick Off 2: Return To Europe (expansion) (1991)
- Kick Off 2: Seger Tactics (data disk) (1991)
- Kick Off 2: Super League (expansion) (1991)
- Kick Off 2: Maths Disk (expansion) (1991)
- Super Kick-Off (1991)
- Kick Off 96 (1996) [3]
- Kick Off 97 (1997) [8]
- Kick Off 98 (1997) [9]
- Kick Off 2002 (2002) [10]
- Kick Off 2 competition version (2005-)
- AfterTouch Soccer (2017) [11]

## Remakes
Den trefaldige världsmästaren Gianluca Troiano startade 2005 ett projekt kallat Throw In. Spelet är en remake av Kick Off 2, men med en 3D-motor. Betaversioner släpptes mellan 2005 och 2008. Troiano har uppgett att han arbetar på ett nytt Player Manager spel med Throw in som bas.

## The Kick Off Association
Kick Off Association (KOA) är en ideell organisation som grundades av Gunther Wening och Jan Tijssen 2001 som en paraplyorganisation för fans av serien.
Medlemskap är öppet för alla och är gratis. Kick Off Förbundet har cirka 1400 medlemmar. Alla medlemmar kan utbyta idéer på partnerskapet platser; KO Gathering, Kick Off World och kickoff2.com. KOA har varit involverade i organisationer av olika internationella turneringar av Kick Off 2. KOA deltar aktivt i forskning och utveckling av nya versioner av Kick Off.

## Övriga fakta
- Dino Dini arbetade på Kick Off-serien till Kick Off 2. Alla senare spel har utvecklats av Steve Screech.
- Kick Off Association anordnar varje år ett Kick Off-VM. Detta är i särklass den största tävlingen för Kick Off-entusiaster.[12]
- Amiga Power gav Kick Off '96 sin lägsta poängen någonsin: 1 %. Granskaren, Stuart Campbell, hade en lång och brutal recension.[13]